# Al-Hedood FC
Al-Hedood FC (arab. الحدود) – iracki klub piłkarski z siedzibą w stolicy kraju - Bagdadzie

## Skład

### Pierwsza drużyna
| Nr | Poz. | Piłkarz            |
| -- | ---- | ------------------ |
|    | BR   | Hazim Hameed       |
|    | BR   | Qusay Khalil       |
|    | OB   | Abbas Fakher       |
|    | OB   | Ahmed Hashem       |
|    | OB   | Ahmed Naji         |
|    | OB   | Aladdin Rehema     |
|    | OB   | Mohammed Hamed     |
|    | PO   | Ammar Abdul Jalil  |
|    | PO   | Ahmed Ali Hussein  |
|    | PO   | Ahmed Ali Shalash  |
|    | PO   | Ahmed Hashem Abbas |
|    | PO   | Ayad Abdul Ameer   |
|    | PO   | Ali Abd Thiab      |
|    | PO   | Ali Dhiaa          |
|    | PO   | Ali Jabbar         |
|    | PO   | Firas Dashar       |

| Nr | Poz. | Piłkarz               |
| -- | ---- | --------------------- |
|    | PO   | Hassan Ismael         |
|    | PO   | Hussein Hassan        |
|    | PO   | Karrar Abdul Karim    |
|    | PO   | Maher Ghanem          |
|    | PO   | Mohammed Razzak       |
|    | PO   | Raheem Jabbar         |
|    | NA   | Dhiaa Raji            |
|    | NA   | Abdullah Sohail       |
|    | NA   | Ahmed Hamed           |
|    | NA   | Ehsan Pirhadi         |
|    | NA   | Alaa Shaker           |
|    | NA   | Haidar Najem          |
|    | NA   | Hassan Jabbar         |
|    | NA   | Karrar Jabbar         |
|    | NA   | Mohammed Abdul Hassan |
|    | NA   | Saif Abdul Hamza      |
|    | NA   | Tay Karim             |

## Trenerzy
| Pozycja           | Imię i nazwisko |
| ----------------- | --------------- |
| Trener            | Ali Wahab       |
| Asystenci trenera | Faris Jehad     |
| Asystenci trenera | Hamza Naees     |
| Asystenci trenera | Muslim Karim    |
| Trener bramkarzy  | Adel Jabbar     |